# Чурашевская волость
Чурашевская волость — административно-территориальная единица Цивильского уезда Казанской губернии, существовавшая с 1811 по 1838 годы. Центр — село Новое Чурашево.
После расформирования  территория  волости с 1838 до 1861 гг. вошла в состав Хормалинского сельского правления Асановской волости. С 1861 года село находится на территории Чурашевского сельского общества Хормалинской волости на границе с Симбирской губернией.
В состав волости входило село Климово.